# Xanclomys mcgrewi
Xanclomys és un gènere de mamífers al·loteris que visqué durant el Paleocè a Nord-amèrica. Es tracta d'un gènere pertanyent a l'ordre extint dels Multituberculata, dins del subordre Cimolodonta i de la família Neoplagiaulacidae. El gènere Xanclomys, anomenat per JK Rigby en 1980, també és conegut com a Xancolomys. La identificació es basa en una sola espècie, el Xanclomys mcgrewi. Els fòssils d'aquest gènere es van trobar en els estrats de la pedrera Swain a Wyoming (Estats Units). És possible que existeixin altres espècies, encara que no aquesta identificades.